# Skraplacz

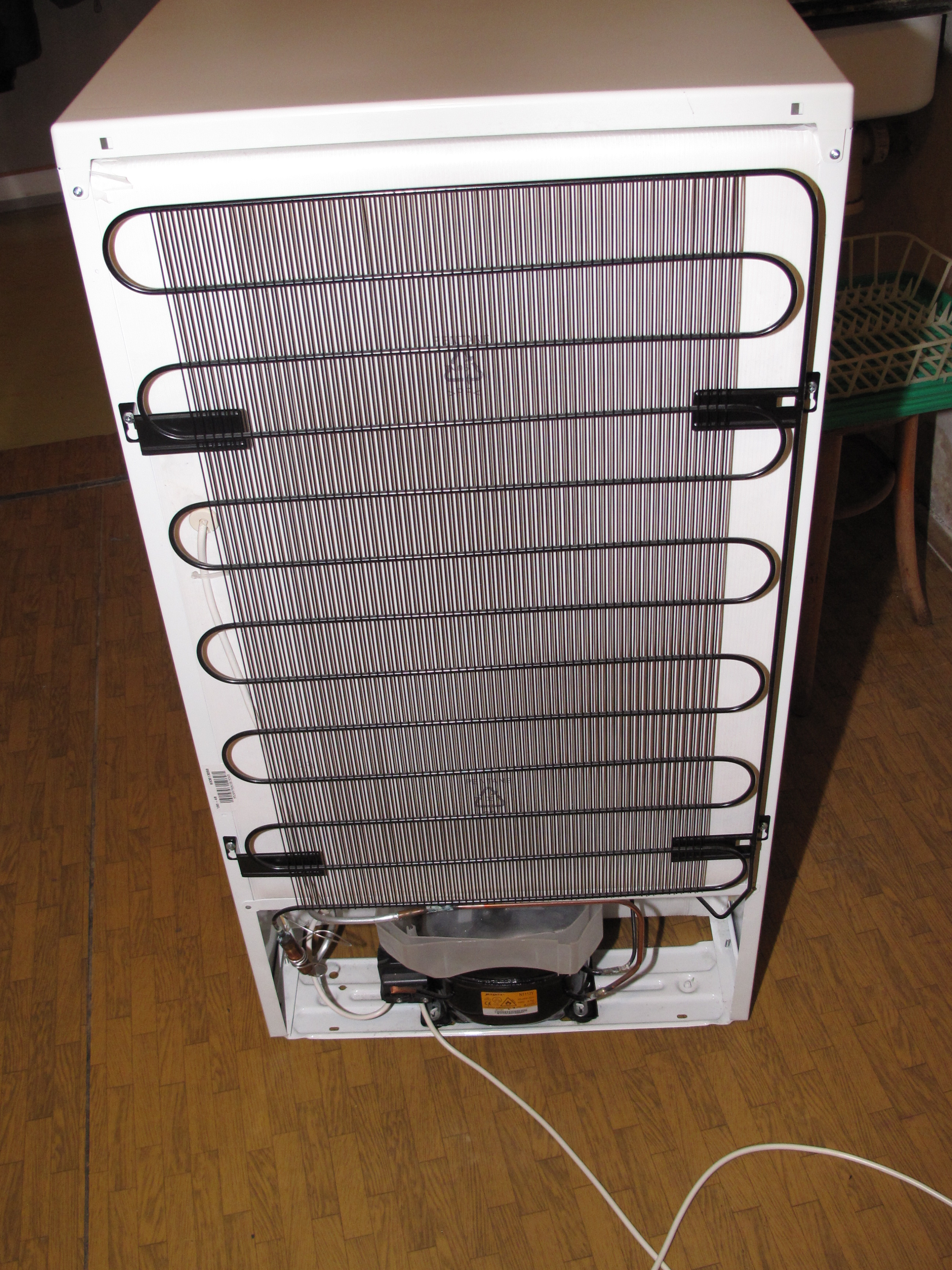
Skraplacz chłodziarki

Skraplacz, kondensator – urządzenie, którego zadaniem jest zamiana par lub gazów w ciecze, czyli skraplanie (kondensacja). Jest zwykle elementem składowym większych instalacji technologicznych lub energetycznych.
W przypadku, gdy temperatura skraplania gazu jest większa od temperatury otoczenia, funkcję skraplaczy mogą pełnić chłodnice wodne lub powietrzne.
Skraplacze występują w wielu chemicznych liniach technologicznych, są stosowane do skraplania gazów technologicznych (azotu, powietrza, helu, chloru, amoniaku) oraz występują w układach chłodzenia wielu urządzeń – np. w chłodziarkach i pompach ciepła.
Skraplacze z technicznego punktu widzenia są wymiennikami ciepła o bardzo wysokiej sprawności. Istnieje wiele odmian skraplaczy (m.in. płytowe, rurkowe, palcowe, bębnowe), jednak zawsze ich działanie polega na odbieraniu ciepła ze strumienia par za pomocą mediów chłodzących, które zazwyczaj krążą w obiegu o kierunku odwrotnym do przepływu strumienia skraplanego gazu (w przeciwprądzie).

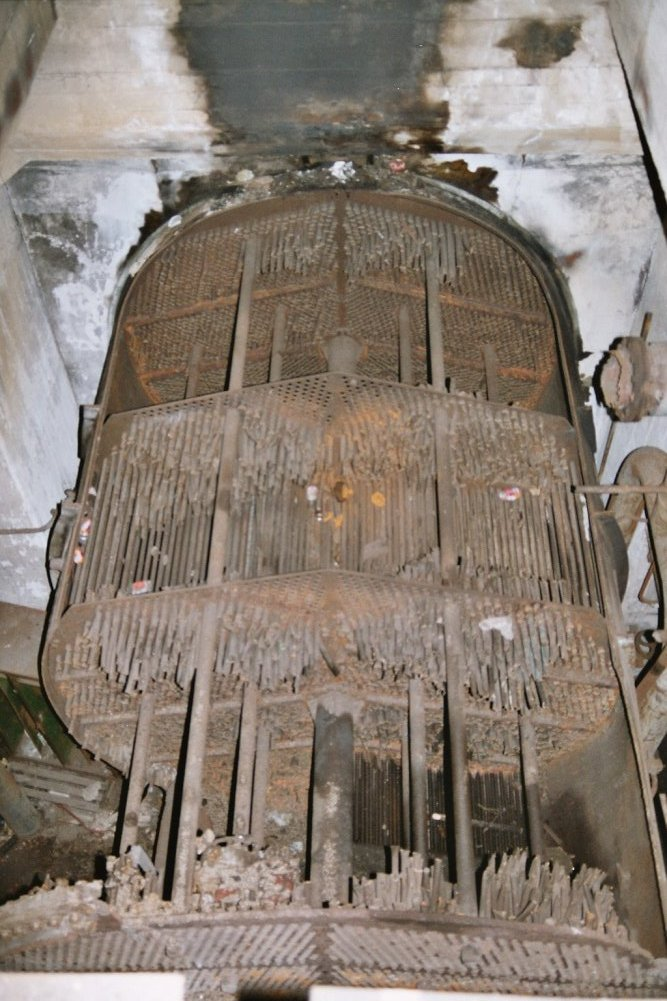
Przekrój skraplacza turbiny

W elektrowniach kondensacyjnych skraplacze są stosowane do skraplania pary wodnej rozprężonej w turbinie. Całkowite skroplenie pary umożliwia zastosowanie pompy wodnej do wymuszenia obiegu czynnika. Proces skraplania zachodzi zazwyczaj izobarycznie przy ciśnieniu 4-15 kPa. Ciśnienie panujące w skraplaczu jest powiązane ściśle z temperaturą wody chłodzącej, a ta z kolei uzależniona jest od rodzaju systemu chłodzenia zastosowanego w danym przypadku. Woda chłodząca przepływa przez szereg gęsto ułożonych rurek skraplacza, na zewnątrz których płynie skraplająca się para wodna odprowadzana z turbiny. Do skraplacza dopływa para mokra, czyli para z niewielką ilością wykroplnej wody. W skraplaczu następuje skroplenie pozostałej pary, i minimalne przechłodzenie kondensatu (ok. 2 °C). Sam proces skraplania przebiega przy prawie niezmiennym ciśnieniu, a więc i temperaturze. Mimo to następuje znaczny spadek entalpii czynnika obiegowego. Ciepło skraplania odprowadzane jest do otoczenia za pomocą wody chłodzącej i (zwykle) chłodni kominowych. W ten sposób odprowadzane jest ciepło ujemne obiegu siłowni parowej, którego wartość jest stosunkowo duża i jest wynikiem dużego ciepła parowania wody w zakresie niskich ciśnień.